# ناحية ننور (مقاطعة بانة)
ناحية ننور (بالفارسية: بخش ننور) هي ناحية في مقاطعة بانة التابعة لمحافظة كردستان في إيران. في تعداد عام 2006 ، كان عدد سكانها 9,345 نسمة في 1,651 عائلة. فيها مدينة واحدة: بويين سفلي. وفيها قسمان ريفيان: قسم بوئين الريفي وقسم ننور الريفي.